# Región de Banjar
La región de Banjar (indonesio: Daerah Banjar, ortografía antigua Bandjar) fue un área autónoma formada en la parte sureste de la isla indonesia de Borneo por los Países Bajos en 1948 como parte de un intento de restablecer la colonia de las Indias Orientales Neerlandesas durante la Guerra de Indonesia. Revolución Nacional. Banjar se convirtió en parte constituyente de los Estados Unidos de Indonesia en 1949. El presidente del Consejo de Banjar fue Mohammed Hanafiah. La región se disolvió el 4 de abril de 1950 y se combinó con Gran Dayak y la Federación del Sudeste de Borneo para formar la Provincia de Kalimantan. Hoy, el territorio de la antigua región comprende alrededor de dos tercios de la provincia de Borneo Meridional.

## Grupo
El rango utilizado en el antiguo territorio del Sultanato de Banjar bajo el gobierno de las Indias Orientales Holandesas de mayor a menor.
1. Regente (abolido en 1884)
2. Temonggong
3. Ronggo (abolido en 1905)
4. Kyai y Demang

## Personas de interés
- M. Hanafiah
- Idham Chalid